# Zhang Lan (zapaśniczka)
Zhang Lan (chiń. 张兰; ur. 18 października 1990) – chińska zapaśniczka, mistrzyni i wicemistrzyni świata.
Mistrzyni świata z 2012 roku z Kanady w kategorii wagowej do 59 kg. Srebrna medalistka igrzysk azjatyckich w 2010. Zdobyła złoty medal na mistrzostwach Azji w 2014. Pierwsza w Pucharze Świata w 2009 i czwarta w 2010 roku.